# Si no te hubieras ido
Si no te hubieras ido (span. für Wenn du nicht gegangen wärst) ist ein Lied des mexikanischen Singer-Songwriters Marco Antonio Solís, das erstmals 1984 auf dem Album Sin él der Sängerin Marisela erschien.

## Hintergrund
Zu Beginn der 1980er-Jahre hatte der zu diesem Zeitpunkt bereits über 20 Jahre alte und anderweitig verheiratete Solís eine Liebesbeziehung mit der damals noch minderjährigen Marisela Esqueda, die wahrscheinlich auf Druck ihrer Eltern beendet werden musste. Solís schrieb mehrere Lieder des ersten Albums, die auf Mariselas Debütalbum erschienen, darunter den Titelsong Sin él und das hier beschriebene Lied Si no te hubieras ido. Unklar bleibt letztendlich, ob das hier beschriebene Lied aus einer persönlichen Motivation von Solís über die abrupt beendete Beziehung zu Marisela entstand oder einen anderen Grund hatte. Definitiv unwahr sind jedoch die später entstandenen und weit verbreiteten Falschmeldungen, wonach Solís das Lied für seinen Stiefsohn Leonardo Martínez verfasst habe, der 2000 im Alter von 21 Jahren entführt und ermordet worden war. Denn Solís hatte das Lied bereits mehr als 15 Jahre vor der Ermordung seines Stiefsohns geschrieben.

## Inhalt
Der Protagonist leidet unter der Trennung von einem geliebten Menschen. Der heranbrechende Tag erscheint sinnlos und leer (Despierto y te recuerdo al amanecer. Espera otro día por vivir sin ti. Me haces falta tú.; dt. Ich wache auf und meine Gedanken sind bei dir. Mich erwartet ein neuer Tag, an dem ich ohne dich leben muss. Was mir fehlt, bist du.) und das ganze Leben ist ein einziger Kummer: No hay nada más difícil que vivir sin ti. Si no te hubieras ido sería tan feliz. (dt. Es gibt nichts Schlimmeres als ein Leben ohne dich. Wie glücklich ich doch wäre, wenn du nicht gegangen wärst.). 

## Aufnahmen
1986 veröffentlichte Solís das Lied erstmals selbst auf dem Album Me volví a acordar de ti der von ihm und seinem Cousin Joel Solís gegründeten Band Los Bukis.
Nachdem die Band Los Bukis 1996 aufgelöst worden war und Solís seine Solokarriere begonnen hatte, veröffentlichte er das Lied noch einmal auf seinem 1998 erschienenen Album Trozos de mi alma. Verschiedene auf der Plattform YouTube veröffentlichte Versionen verzeichnen millionenfache Abrufe, zwei seiner offiziellen Liveversionen wurden weit mehr als 100 Millionen Mal abgerufen. Es gehört zu den Liedern, die zum unverzichtbaren Bestandteil seiner Konzerte gehören.
2008 veröffentlichte  die mexikanische Band Maná das Lied als Promo-Single und integrierte es in ihr Livealbum Arde el cielo. Ihre Version belegte in der ersten Mai-Woche 2008 den ersten Platz unter den World Latin Top 30 Singles und erklomm in mehreren Ländern den ersten Platz.
Eine weitere Version entstand durch die Zusammenarbeit von David Bisbal und Juan Luis Guerra. Auch die spanische Sängerin Tamara hat das Lied aufgenommen.